# Christian W. Schenk
Christian W. Schenk, eredeti nevén Wilhelm Schenk (Brassó, 1951. november 11.) német származású orvos, költő, író, fordító, újságíró.

## Élete
Christian W. Schenk a Brassó melletti Konkordiabányatelepen cseperedett fel, ahol három nyelven tanult, németül, magyarul és románul, ugyanis apja német, édesanyja magyar volt. Az ötvenes évek végén már versírással próbálkozott, és már 1961-ben közölte egy versét a bukaresti Luminița gyermeklap, amelynek szerkesztője, Tudor Arghezi (1880–1967) a költő első mentora volt. 1964–1969 között az erdélyi Vasile Copilu-Cheatră (1912–1997) volt második mentora, aki Aron Cotruș (1891–1961) hatása alatt alkotott. Az első négy osztályt a bányatelepen végezte (1958–1962), az általános iskolát pedig a szomszédos Szászvolkányban 1962 és 1966 között. Középiskolába megszakításokkal Feketehalmon járt. 1971 és 1976 között alkalmi munkásként dolgozott mint mozigépész, szövő, és elosztó. 1974-ben esti tagozaton érettségizett.
1976-ban elhagyta Romániát és Németországban telepedett le. Ott el kellett végeznie a XIII. osztályt is, hogy elismerjék az érettségijét. 1977-ben Portlligatban megismerkedett Salvador Dalíval, akinek a hatása alá került, rányomva bélyegét későbbi költészetére. 1977 és 1980 között Koblenz városában fogtechnikusi képesítést szerzett, majd 1980 és 1985 között a mainzi Johannes Gutenberg Egyetem fogorvosi karán szerzett diplomát. 1985-ben doktorált A fogyatékkal élők helyzete a munkahelyeken című dolgozatával.
1986 és 1988 között orvosasszisztensként dolgozott, majd megnyitotta saját rendelőjét Kastellaun városában. Jelenleg Boppard am Rheinben él, ahol szakmáját folytatja. A háromnyelvű Konvergenzen rumänischen főszerkesztőjeként (1984–1986) szenvedélyes cikket írt Nicolae Ceaușescu falurombolása ellen, amelynek következtében 1986-ban Romániában persona non grata-nak nyilvánították. Ennek ellenére Schenk tovább írta cikkeit románul és németül (magyarból is fordítva), ám írásainak csak nyugaton volt visszhangja. 1990-ben rehabilitálta az Ion Iliescu vezette Nemzeti Megmentési Front Tanácsa, később elnöki kitüntetést is kapott.
A román és a német írószövetség, az Union Mondiale des Écrivains Médecins, az American Romanian Academy of Arts and Sciences, a Romániai Író és Újságíró Orvosok Szövetsége, a Balkanromanisten-Verband (Német Balkánszakértők Szövetsége) és a Süd-Ost-Europa-Gesellschaft tagjaként Schenk igyekszik propagálni a német és a román kultúrát és a kulturális kapcsolatokat a kelet-nyugati térben. Nagy jelentősége van ilyen értelemben a Dionysos könyvkiadó megalapításának is.
A kelet-nyugati kulturális kapcsolatok ápolásában és fejlesztésében kifejtett erőfeszítéseinek elismeréseképpen, 2000-ben Kolozsvár egyetemi város díszpolgárává avatták.

## Díjai
- 1971: A Nicolae Tăutu (1919 – 1972) által alapított Nemzeti pályakezdő díj
- 1993: A Német Szabad Írók Egyesületének díja
- 1994: „Poesis“ műfordítói díj
- 1997: A nagyváradi nemzetközi költészeti fesztivál különdíja
- 1998: „Frontiera Poesis“ műfordítói díj
- 1999: BOL „Goethe Év“ jubileumi díja
- 2000: Románia elnökének kitüntetése a német és a román nemzeti kultúrák kiemelkedő szolgálatáért.
- 2000: Kolozsvár díszpolgára
- 2000: A kulturális minisztérium „Mihail Eminescu“ emlékplakettje, az eminescui életmű népszerűsítéséért.
- 2001: A jászvásári „Convorbiri literare“ költészeti díja
- 2002: A jászvásári „Convorbiri literare“ nívódíja a Dionysos kiadóban végzett tevékenységéért.
- 2006: A Duna Lovagrend lovagja – Galați (magyarosan Galac, németül Galatz)
- 2006: A Conta Társaság elismerése „Kiváló irodalmi teljesítményért“, Piatra Neamț
- 2006: „MAGNA CUM AMICITIAE“ elismerés a kelet-nyugat kapcsolatok ápolásáért (Román Irodalmi Múzeum, Iași)
- 2007 Elismerő Oklevél – Memorial Ipotești – Mihail Eminescu Nemzeti Kutatóközpont
- 2007 A Román Írószövetség jászvásári fiókjának díja életművéért és irodalmi tevékenységéért
- 2024-ben a „Radu Gabriel Pârvu” Nemzetközi Díj a FILSTREET Nemzetközi Irodalmi Fesztiválon a román irodalom német nyelvterületen való kiemelkedő népszerűsítéséért.[1]

## Művei
- Gedichte/Poezii, Editura „P“ Mainz 1981, szerzői  kiadás;
- Zur Situation der Schwerbehinderten nach dem Schwerbehindertengesetz in der Fassung und der Bekanntmachung vom 8. Oktober 1979 (BGB.IS.1649) unter spezieller Berücksichtigung des Schwerbehinderten im Erwerbsleben, Johannes Gutenberg Universität, 1984 Mainz, Dissertation.
- Omina, Dortmund 1987, szerzői kiadás;
- Răzeșul cuvintelor - Eseuri, Editura Phoenix, Mainz 1991, ISBN 3-98062-3-X;
- Strigătul morților, Editura Labyrint București 1991, ISBN 973-607-012-3;
- Testament, Editura Labyrint București 1991, ISBN 973-607-009-3;
- Răstignirea ultimului cuvânt, Editura Doris București, 1992, ISBN 973-95562-2-1;
- Lichtebbe (Reflux de lumină), Verlag Deutscher Autoren 1994, ISBN 3-88611-150-4;
- Blinder Spiegel (Oglinda oarbă), Edition „L“ Loßburg 1994, ISBN 3980387135;
- Semne, gratii și simboluri, Editura Dacia Cluj, ISBN 973-35-0477-7;
- Mandala, Dionysos Verlag 1996, ISBN 3-9803871-3-5;
- Două anotimpuri, toamna, Editura Helicon Timișoara 1997, ISBN 973-574-372-8;
- Poezii/Gedichte (Rumänisch/Deutsch), Cogito Verlag Oradea 1997, ISBN 973-9064-71-X;
- Vorbe sugrumate-n aer , Editura Cogito Oradea 1998, 2. Ed. II 1999, ISBN 973-9064-94-9;
- Poeme vechi și noi , Editura Axa Botoșani 2000, ISBN 973-8034-14-0;
- Elegii Coloconeze, Editura Cronica (Iași) 2000, ISBN 973-9206-70-0;
- 55 Poezii (Ediție specială la aniversarea vârstei de 55 de ani), editura Conta Piatra Neamț – 2006,  ISBN 973-86530-0-2;
- Suferind tăcerea (Opera omnia), ed. Tipo Moldova Iași – 2011,  ISBN 978-973-168-492-5;
- Ulița copilăriei (ediție restrânsă, bibliofilă), ed. Dionysos Boppard – 2013,  ISBN 978-393-342-702-1, Referențial: - 10:3933427030;
- Mihai Eminescu - Poezii/Gedichte,  Junimea, Iași – 2017, (Eminesciana bibliofil), ISBN 978-973-37-2000-3;
- Suferind tăcerea (Rumänische Gegenwartslyrik, dann 16), Independently published (21. Januar 2018) 2018, zweite Ausgabe, ISBN 1976962943, ISBN 978-1976962943;
- Paladinul - Poezii, Independently published, Dionysos (Boppard) 2017, , L.Nr. 978/5/22/31894;
- Wortwunde, Gedichte. Mit sechzehn Zeichnungen von Kaja Grabowicz, (Lyrik), Verlag Pop (Ludwigsburg) 2018, ISBN 3863561651, ISBN 978-3863561659;
- Antologie Poetica: Cenaclul Poetic Schenk, Dionysos, Boppard, bod - ISBN 9783746092003;
- Pieta - Eine Auswahl rumänischer Lyrik, Dionysos, Boppard, 2018, ISBN 9781977075666;
- George Bacovia - Blei und andere Gedichte, Dionysos Boppard 2018, bod - ISBN 9783746024974;
- SECHS RUMÄNISCHE DICHTER: Ausgewählt und übersetzt von Christian W. Schenk - (Ana Blandiana, Ion Caraion, Ștefan Augustin Doinaș, Marin Mincu, Emil Manu, Marin Sorescu) - Dionysos Independently published, Boppard, ISBN 978-1980320890
- Georg Trakl - Versuri; traducere prefață și comentarii de Christian W. Schenk. - Notă asupra ediției și note: Ioana Diaconescu, Editura Timpul 2019, ISBN 978-973-612-756-4
- Balans – Versuri, Editura Dionysos, Boppard 2019,  helytelen ISBN kód: 978-17179-8118-4
- Mihail Eminescu: Die schönsten Gedichte Eminescu's; Rumänische Lyrik, Dionysos Boppard, 2019 ISBN 9781983195815
- SCRISORI 1991-2012. Corespondență cu: Radu Beligan, Silviu Stănculescu, Laurențiu Ulici, Dinu Ianculescu, Ștefan Baciu, Eugen Simion, Ștefan Augustin Doinaș, Dumitru Micu, Marin Mincu, Ovid. S. Crohmălniceanu, Aurel Sasu, Marin Sorescu, Ana Blandiana, Cezar Ivănescu, Mihai Ursachi, Adrian Marino, Alexandru Lungu, Traian T. Coșovei, Mircea Zaciu, Gheorghe Bulgăr, Emil Manu, Radu Cârneci, Ioana Diaconescu, Mircea Petean, Ion Cristofor, Cassian Maria Spiridon, Lucian Vasiliu, Gellu Dorian, Ștefan Borbély, George Vulturescu, Gavril Matei Albastru, Lucian Chișu, Magda Cârneci, Florin Vasiliu, Gabriela Melinescu, Alexandru Cistelecan, Radu G. Țeposu, Iustin Panța, Ioan Țepelea, Vasile Copilu-Cheatră, Joachim Wittstock, Dan Tărchilă, Klaus Heitmann, Ion Caraion, Eugen Ionesco, Nicholas Catanoy, Mircea Eliade. Dionysosverlag Boppard 2019, ISBN 9781074943691
- Georg Trakl - VERSURI COMENTATE (Ed. II-a), Dionysos Verlag, Boppard pe Rin, 2019 ISBN 9781095625439
- Ioana Diaconescu- Entflügelt, Gedichte - Dionysos Verlag 2019, Boppart/Deutschland ISBN 978-1689716055
- Gellu Dorian- Der Müde Mann /Gedichte, Herausgeber und Übersetzer: Christian W. Schenk, ISBN 9781693137303, Imprint: Independently published, erste Ausgabe, Dionysos – 2019, 56154 Boppard
- Liviu Ioan Stoiciu,  Das verderben der Schönheit, Dionysos Boppard, 2020 ISBN 9781074943691;
- ROSARIEN: Rumänische Gegenwartslyrik 2020, 444 Seiten, Dionysos Boppard 2020, ISBN 979-8649287029
- Poetica sedecim: Poeme, Editura: Limes, Colecția - Magister; Cluj 2020, ISBN 9786067993752
- Christian W. Schenk - Exegeza înființării/ Eseuri critice și amintirik,  helytelen ISBN kód: 978-827-2454-35-9  Imprint: Independently published, erste Ausgabe, Dionysos – 2018, Boppard;
- Christian W. Schenk - Poetologie/ Partum skripturale,  helytelen ISBN kód: 978-827-2454-35-9  Dionysos – 2018, Boppard;
- Tristan Tzara - Kerzen im Draht, Dionysos Boppard 2018, BOD ISBN 9798754670082
- Mircea Petean - Poemele Anei / Anas Gedichte, Dionysos/Limes Boppard 2020, bod ISBN 9783746024974
- Horia Gârbea - Der vergessene Traum, Dionysos Boppard 2020, ISBN 9798625419635
- Liviu Antonesei - Die Suche der Suche, Dionysos Boppard 2020, ISBN 9798646087998
- Magda Cârneci - Oh, meine Generation, Dionysos Boppard 2020, ISBN 9798642358887
- Nicolae Sava - Wenn diese Jahreszeit…, Dionysos Boppard 2020, ISBN 9798687455718
- Valeriu Stancu - Im Purpur des Schattens, Dionysos Boppard 2020, ISBN 9798651038848
- Vasile Igna - Periskop, Dionysos Boppard 2020, ISBN 9798635368015
- George Vulturescu - Blinde Augen weinen nicht, Dionysos Boppard 2020, ISBN 9798649287029
- Aura Christi - Der blaue Salon, Dionysos Boppard 2021, ISBN 9798682025138
- Nicolae Breban - Gesänge, Dionysos Boppard 2021, ISBN 9798574797365
- Christian W. Schenk - Rerum novarum, Dionysos Boppard 2021,  helytelen ISBN kód: 9798261055431
- Clelia Ifrim Selbstbildnis, Dionysos Boppard 2021, ISBN 9798732077247
- Christian W. Schenk - Din lirica germană contemporană/ Antologie, Dionysos Boppard 2021, ISBN 9798543857557
- Christian W. Schenk - Rerum novarum, Dionysos Boppard 2021, ISBN 9798451076385
- Theodor Damian Maria Eich, Dionysos Boppard 2021, ISBN 9798451076385
- Emilian Marcu Die Inkunabeln auf der Seeinsel, Dionysos Boppard 2021, ISBN 9798543857533
- Evelyne Maria Croitoru Die Träne der Zeit, Dionysos Boppard 2021, ISBN 9798725898231
- Gabriela Melinescu Paracelsus' rotes Barett, Dionysos Boppard 2021, ISBN 9798487055903
- Hilde Domin Hilde Domin în dialog cu Christian W. Schenk (1995) și poezii, Dionysos Boppard 2021, ISBN 9783754349182
- Friedrich Hölderlin Buna vestire - Poezii, Dionysos Boppard 2021, ISBN 9783753401270
- Horia Zilieru Durch das Gewölbe, Dionysos Boppard 2021, ISBN 9798460025770
- Ioan Flora Der Zustand, Dionysos Boppard 2021, ISBN 9798732077247
- Linda Maria Baros Die Autobahn A4 und andere Gedichte, Dionysos Boppard 2021, ISBN 9798588373098
- Lucian Blaga Die schönsten Gedichte, Dionysos Boppard 2021, ISBN 9798584782634
- Christian W. Schenk Ungarische Gegenwartslyrik/ Eine Auslese, Dionysos Boppard 2021, ISBN 9798486664458
- Mihai Ursachi Rätselring, Dionysos Boppard 2021, ISBN 9798494587756
- Mircea M. Pop Mohnblumen, Dionysos Boppard 2021, ISBN 9798472457859
- Niculna Oprea Tanz des Regens, Dionysos Boppard 2021, ISBN 9798576504084
- Nicolae Panaite Verlustbilder, Dionysos Boppard 2021, ISBN 9798547124747
- Coman Șova Der vorbeigehende Mann, Dionysos Boppard 2021, ISBN 9798714381768
- Simona-Grazia Dima Der Traum der kleinen Wesen, Dionysos Boppard 2021, ISBN 9798568884491
- Vasile Tudor Das Gleiche anders, Dionysos Boppard 2021, ISBN 9798554786587
- Victoria Milescu Jenseits der Einsamkeit, Dionysos Boppard 2021, ISBN 9798706326104
- Victor Albu Ahorn Paradies - Gedichte, Dionysos Boppard 2022, ISBN 9798416576905
- Ana Podaru Himmelsboten, Dionysos Boppard 2022, ISBN 9798423476168
- Ovidiu Cristian Dinică Untrennbare Stille, Dionysos Boppard 2022, ISBN 9798777611260
- Doina Guriță Glastränen, Dionysos Boppard 2022, ISBN 9798783893308
- Gabriela Chiran Eine Lilie über dem Mund, Dionysos Boppard 2022, ISBN 9798797242857
- Ilarie Voronca Die Prozession der Stille/ Gesammelte Gedichte, Dionysos Boppard 2022, ISBN 9798753496676
- Marius Chelaru Verlassens Dorf, Dionysos Boppard 2022, ISBN 9798790306112
- Mihaela Grădinariu Die Wörterkirche, Dionysos Boppard 2022, ISBN 9798405239750
- Ion Minulescu Einfach nur Gedichte, Dionysos Boppard 2022, ISBN 9798434507226
- Petőcz András Des Besuchs Erinnerung, Dionysos Boppard 2022, ISBN 9798419605169
- Radu Ulmeanu Ab Urbe condita, Dionysos Boppard 2022, ISBN 9798412417844
- Ion Minulescu Einfach nur Gedichte, Dionysos Boppard 2022, ISBN 9798434507226
- Lucian Blaga Anthologie der rumänischen Volkspoesie, Artur Greive, Gerda Schüler,  Ion Taloș,  Dionysos Boppard 2022, ISBN 9798800875522
- Tristan Tzara Kerzen im Draht - Gesammelte Gedichte, Dionysos Boppard 2022, ISBN 9798754670082
- Christian W. Schenk Exegeze - Eseuri critice, Dionysos Boppard 2022, ISBN 9783756233601
- Tudor Arghezi - Auf einem Buch, Gedichte, ISBN 9798353740667, Erste deutsche Ausgabe: Dionysos– 2022 Boppard am Rhein;
- Else Lasker-Schüler - Pianul meu albastru, Gedichte, ISBN 9783756836048, Erste deutsche Ausgabe Dionysos 2022 Boppard am Rhein.
- Camelia Ioniță Mikesch, Engel mit irdenen Flügeln, Zweisprachig deutsch-rumänisch, Übersetzt von Renate Müller, Herausgeber: Christian W. Schenk, Dionysos – 2022 Boppard am Rhein ISBN 9783756292134
- Eugen Richard Popof, Unsterblichkeit, Gesamtwerke Bd. I und Bd. II, Herausgeber: Christian W. Schenk, DIONYSOS – 2023 Boppard am Rhein, ISBN 9783756809387
- Valentin Talpalaru - Rodions Leiter, Übersetzer: Christian W. Schenk, Dionysos – 2023, ISBN 9798367061673
- Eminescu - Afinități lirice de tinerețe 1869-1874, Valentin Coșereanu, Christian W. Schenk, Editura Junimea, 2022 ISBN 978-973-37-821-135-1

### Műfordítások
- Cele mai frumoase balade germane de la Ludwig Uhland până la Ricarda Huch (Die schönsten deutsche Baladen), Editura „Cartea Românească“ Bukarest, 1969
- Streiflicht – Eine Auswahl zeitgenössischer rumänischer Lyrik (81 rumänische Autoren), – "Lumina piezișă", kétnyelvű antológia 81 román szerzővel, Dionysos Verlag 1994, ISBN 3980387119
- Dorin Popa: Poesis – Elf lyrische Miniaturen, (Tizenegy lírai miniatűr) Dionysos Verlag 1996, ISBN 3980387100
- George Vulturescu: Augenlieder, (A szem éneke) Dionysos Verlag 1996, ISBN 3980387143
- Lucian Vasiliu: Tanz der Monaden, (A monádok tánca) Dionysos Verlag 1996, ISBN 3980387151
- Ștefan Augustin Doinaș: Geboren in Utopia, (Utopiában születtem) Dionysos Verlag 1996, ISBN 398038716X
- Marin Sorescu: Die Leere der Glocke, (A harang belseje) Dionysos Verlag 1997 und 2002, ISBN 3-933427-09-6
- Emil Manu: Traum Stunde, (Álmodozás órája) Dionysos Verlag 1997, ISBN 3980387186
- Dorin Popa: Niemand versteht mich, (Nem értenek meg) Polirom 1998, 973-683-059-4
- Gellu Dorian: Niemandsinsel, (Senki szigete) Dionysos Verlag 1998, ISBN 3933427002
- Valeriu Stancu: Wortwunde, (Szósebek) Dionysos Verlag 1998, ISBN 3980387194
- Ana Blandiana: Sternehimmel, (Csillagos ég) Dionysos Verlag 1999 und 2002, ISBN 3-933427-08-8
- Mihail Eminescu: Sämtliche Gedichte, (Összes verse) Dionysos Verlag 2000, ISBN 3-933427-02-9
- Cassian Maria Spiridon: Über den Wald, (Az erdő fölött) Dionysos Verlag 2002, ISBN 3-933427-07-X
- Ion Caraion: Ein Garten ist in mir, (A bennem lévő kert) Dionysos Verlag 2002, ISBN 3-933427-04-5
- Aura Christi: Geflüster, (Suttogások) Dionysos Verlag 2002, ISBN 3-933427-03-7
- Marin Mincu: Drehung, (Forgatás) Dionysos Verlag 2002, ISBN 3-933427-06-1
- Viorela Codreanu Tiron: Fără titlu/Ohne Titel (Cím nélkül), Amanda edit, Bukarest, 2011, ISBN 978-606-8041-39-1
- SECHS RUMÄNISCHE DICHTER: Ausgewählt und übersetzt von Christian W. Schenk – (Ana Blandiana, Ion Caraion, Ștefan Augustin Doinaș, Marin Mincu, Emil Manu, Marin Sorescu) – Dionysos Independently published, Boppard, ISBN 978-1980320890
- Georg Trakl – Versuri; traducere prefață și comentarii de Christian W. Schenk. – Notă asupra ediției și note: Ioana Diaconescu, Editura Timpul 2019, ISBN 978-973-612-756-4 I.
- Mihail Eminescu: Die schönsten Gedichte Eminescu's, Rumänische Lyrik, Dionysos Boppard Németország, ISBN 9781983195815
- Magda Cârneci, Oh, meine Generation, Dionysos Boppard, Rheinland-Pfalz - 2020, ISBN 979-8642358887, Trans: Christian W. Schenk Germany
- Horia Gârbea: Der vergessene Traum Dionysos, Boppard 2020, ISBN 9798625419635;
- ROSARIEN: Rumänische Gegenwartslyrik 2020, 444 Seiten, Dionysos Boppard 2020, ISBN 979-8649287029;
- Ioan Flora: Der Zustand - Gesammelte Gedichte, Dionysos – Boppard 2021, ISBN 9798732077247.
- Nicolae Breban: Gesänge-, Dionysos – Boppard 2021, ISBN 9798574797365.
- Friedrich Hölderlin: Buna Vestire: Poezii – Dionysos, Boppard 2021 Kindle Ausgabe;
- Emilian Marcu: Die Inkunabeln auf der Seeinsel-, Dionysos – Boppard 2021, ISBN 9798543857533.
- Ioan Flora: Der Zustand-, Dionysos – Boppard 2021, ISBN 9798732077247.
- Nicolae Panaite: Verlustbilder-, Dionysos – Boppard 2021, ISBN 9798547124747.
- Tudor Arghezi - Auf einem Buch, Gedichte, ISBN 9798353740667, Erste deutsche Ausgabe: Dionysos– 2022 Boppard am Rhein;
- Else Lasker-Schüler - Pianul meu albastru, Gedichte, ISBN 9783756836048, Erste deutsche Ausgabe Dionysos 2022 Boppard am Rhein.

### Együttműködés
- Rumänische Dichter (Román költők), Romania Press, 1998, ISBN 973-97390-7-5 și Verl. d. Zeitschr. für internat. Literatur LOG (Log-Buch 21) Bécs, ISBN 3-900647-21-6
- Einhundertelf Rumänische Dichter, (Száz tizenegy román költők), România Press, Bukarest, 2000
- Rumänische Dichter von Eminescu bis zur Gegenwart, România Press, Bukarest, 2001 ISBN 973-99696-6-6
- Abgenutzter Engel: Zehn rumänische Dichter (Megfakult angyal), Dionüszosz Publisher, Kastellaun, Németország, 2004, ISBN 3-933427-13-4
- Mircea Petean: ''Anas Gedichte'' Dionysos, antolog. şi trad. de Herbert-Werner Mühlroth = Anthologie und Übersetzung von Herbert-Werner Mühlroth. - Floreşti : Limes ; Boppard am Rhein    Dionysos, 2019, ISBN 978-606-799-349-3.
- Rumänische Dichter von Mihai Eminescu bis zur Gegenwart - Lyrikanthologie. Anthologie Liyica Orfeu. Gavril Matei Albastru in Zusammenarbeit mit Christian W. Schenk; Verlag: Wien : Romania Press, 2007) ASIN: B00ISF2CWS.
- Eminescu - Afinități lirice de tinerețe 1869-1874, Valentin Coșereanu, Christian W. Schenk, Editura Junimea, 2022 ISBN 978-973-37-821-135-1
- Christian W. Schenk Omul cu firimituri, Dionysos Boppard, 2022, ISBN 9783754398326
- Constantin Marafet Rauschen - Gedichte, Dionysos Boppard 2022, ISBN 9798444770894
- Christian W. Schenk Scrisori 1991-2002 Vol. I, Dionysos Boppard 2022, ISBN 9783756228157
- Christian W. Schenk Scrisori 1991-2002 Vol. II, Dionysos Boppard 2022, ISBN 9783756228966
- Eugen Simion,  Ovid. S. Crohmălniceanu, Dumitru Micu,  Marin Mincu, Gheorghe Bulgăr, Emil Manu, Ștefan Borbély,  Theodor Damian,  Emilian Galaicu-Păun, ,  Ioan Lazăr,  ,  Joachim Wittstock: Eseuri critice despre Schenk, Dionysos Boppard 2022, ISBN 9783750440746
- Menachem M. Falek Vaterssprache, Muttersprache, Dionysos Boppard 2022, ISBN 9798449964809
- Ion Minulescu Einfach nur Gedichte, Dionysos Boppard 2022, ISBN 9798434507226
- Lucian Blaga Anthologie der rumänischen Volkspoesie, Artur Greive, Gerda Schüler,  Ion Taloș,  Dionysos Boppard 2022, ISBN 9798800875522
- Tristan Tzara Kerzen im Draht - Gesammelte Gedichte, Dionysos Boppard 2022, ISBN 9798754670082
- Christian W. Schenk Exegeze - Eseuri critice, Dionysos Boppard 2022, ISBN 9783756233601
- Tudor Arghezi - Auf einem Buch, Gedichte, ISBN 9798353740667, Erste deutsche Ausgabe: Dionysos– 2022 Boppard am Rhein;
- Else Lasker-Schüler - Pianul meu albastru, Gedichte, ISBN 9783756836048, Erste deutsche Ausgabe Dionysos 2022 Boppard am Rhein.

### Antológiák
- Die Jahreszeiten, (Évszakok) Hockenheim, 1991
- Das Gedicht '92 (92 versei) – Eine Auswahl neuer deutscher Lyrik, Edition Lyrik, 1992
- Lyrik heute, (Kortárs német költészet) Czernik Verlag, 1993
- Unterm Fuß zerrinnen euch die Orte (Lábad alatt folynak a városok) – Neue deutsche Lyrik zum Thema Heimat, Freudenstadt, 1993
- Heimkehr, (Hazatérés) Edition "L", 1994
- Streiflicht, (Oldalfény) Dionysos Verlag, 1994
- Vânătoare de vise (A nagyváradi költészeti fesztivál antológiája, 1997), Editura Cogito
- O sută de catarge – Román haiku költők antológiája, ed. Haiku, 1997
- Rumänische Dichter (Román költők) – Romania Press, 1998
- Spectre Lyrique – edition Europa, 1999
- Mărturii la sfârșit de veac – Vol I, (interjúk) – Ed. Arionda, 2000, ISBN 973-99697-2-0
- 101 dialoguri în libertate – Vol II, Cassian Maria Spiridon, (interjúk) – Ed. Ideea Europeană, ISBN 978-606-594-083-3
- Lyrical Anthology/Antologie lirică, (Lírai antológia) – Antares 2010, 2011 ISBN 978-973-1952-15-4 și ISBN 978-973-1952-29-1

## Szereplések könyvekben
- Istoria literaturii române – De la creația populară la postmodernism – Dumitru Micu
- "Kürschner" Literatur Lexikon
- Deutsches Schriftsteller Lexikon
- Romanian's American Writer Lexicon
- Medici-Scriitori Români (Mic dicționar) – Ed. Viața Medicală Românească
- Dicționarul biografic al literaturii române – Aurel Sasu
- Dicționarul general al literaturii române – Academia Română – Editura Univers Enciclopedic Gold
- Dicționar de literatură română (Ecaterina Țarălungă), pag.195 – Ed. Litera Internațional, 2007
- Christian W. Schenk – O prezență poetică în literatura română – Gheorghe Bulgăr și Emil Manu 220 pagini ISBN 973-95885-3-0, București
- Ovid S. Crohmălniceanu: Alăptat de două mame, colecția Phoenix 1992 (47 p.)
- Eugen Simion: Limba maternă și limba poeziei – Cazul Christian W. Schenk, colecția Phoenix 1993 (46 p.)
- Vasile Copilu-Cheatră, O lacrimă după înger, eseu, în colectia Phoenix
- Ștefan Borbély, Umbra cuvintelor – Experiența lui Christian W. Schenk, colecția Phoenix 1995, si în: "Xenograme", ed. Cogito/Oradea 1997, pag. 161-224
- Dumitru Micu, Poezia lui Christian W. Schenk, Bucuresti 1998/1999
- Marin Mincu, Christian W. Schenk și poietica antilucrurilor, Luceafărul nr. 42 (434), 28 noiembrie 2001
- Ehrenburger in Rumänien (Diszpolgárok Romániában): Christian W. Schenk, Martin Luley, Chiquita Mischke, Hans-Josef Vogel, Susanne Kastner, Heinz Heppelmann, Alex Paust – Books London, 2011 ISBN 1158949308, ISBN 978-1158949304
- Literatur (Rumänisch): Mihail Eminescu, Emil Cioran, Eugene Ionesco, Lucian Blaga, Christian W. Schenk, Liste Rumänischer Schriftsteller [Taschenbuch] – Books London, 2011 1. ISBN 1159147035, 2. ISBN 978-1159147037
- Nyolcvanas költők: Mircea Cărtărescu, Christian W. Schenk, Matei Vișniec, Gellu Dorian, Magda Cârneci, Radu Florescu, Ioan Es. Pop, George Vulturescu, Vasile Baghiu, Bogdan Ghiu, Marta Petreu, Paul Aretzu, Lucian Vasiliu, Virgil Diaconu, Petruț Pârvulescu, Ion Bogdan Lefter, Andrei Zanca, Traian T. Coșovei, Nichita Danilov, Gellu Dorian, Adrian Alui Gheorghe, Cassian Maria Spiridon u.a. – Taschenbuch – ICGtesting, USA 2011 1. ISBN 1232315486, 2. ISBN 978-1232315483
- Kortárs németek: Herta Müller, Angela Gossow, Manfred Siebald, Christian W. Schenk, Gerhard Schröder, Angela Merkel, Diana Damrau [Taschenbuch] – ICGtesting, USA 2011, 1. ISBN 1232341371, 2. ISBN 978-1232341376